# Canto d'eroe

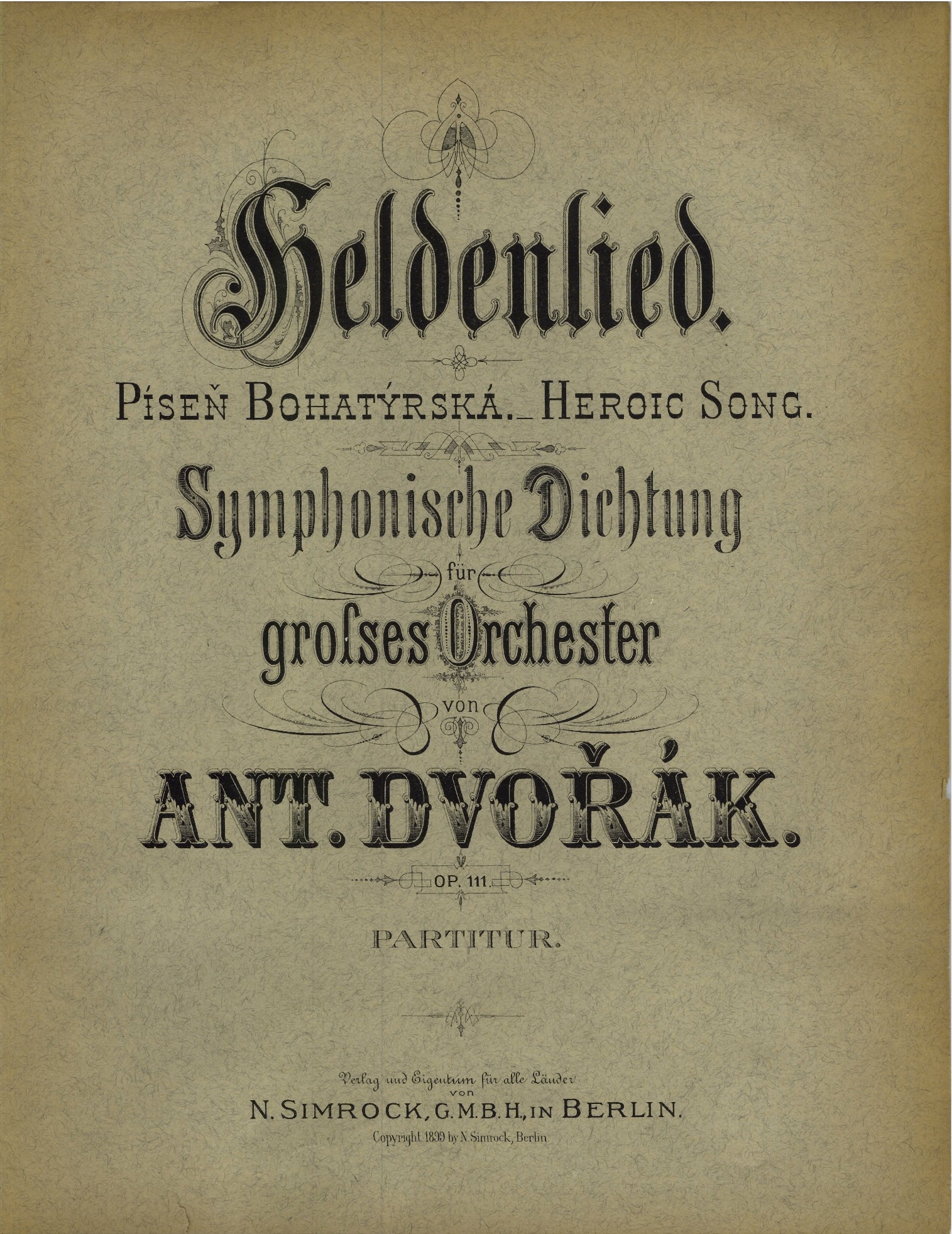
Copertina della prima edizione di Canto d'eroe, pubblicata nel 1899.

Canto d'eroe  (in lingua ceca Píseň bohatýrská), op. 111, B. 199, nota anche come Canzone eroica per orchestra, è un poema sinfonico per orchestra composto da Antonín Dvořák tra il 4 agosto e il 25 ottobre del 1897. La prima venne eseguita a Vienna il 4 dicembre 1898, con Gustav Mahler alla direzione della Filarmonica di Vienna, e lo spartito venne pubblicato a Berlino nel 1899. Diversamente dagli altri poemi sinfonici di Dvořák, questa composizione non è basata su uno specifico testo, e potrebbe intendersi autobiografica. Il pezzo è energico e trionfante, ma comprende una sezione più lenta, una marcia funebre. Un'esecuzione normale dura 22 minuti.

## Strumentazione
Il poema sinfonico è stato scritto per il seguente organico orchestrale: 2 flauti, 2 oboi, 2 clarinetti, due fagotti, 4 corni, 2 trombe, 3 tromboni, 1 tuba, timpani, grancassa, piatti, triangolo e archi. La strumentazione del pezzo è significativa in quanto mancante dell'arpa, inusuale nelle percussioni e non comune per quanto riguarda i fiati, un'orchestra più scarna rispetto agli altri lavori orchestrali di Dvořák. Ciò in quanto il pezzo non riguarda una storia, ma tratteggia due contrasti umori: disperazione (durante il lacrimosa) e trionfo.

## Storia

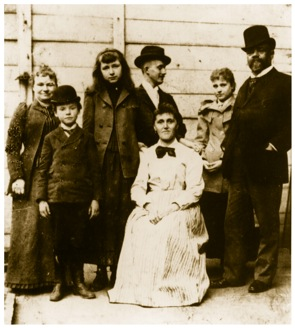
Antonín Dvořák (a destra) con amici e familiari a New York ne 1893, quattro anni prima che componesse Canto d'eroe.

Canto d'eroe fu l'ultima composizione per orchestra di Dvořák e l'ultimo dei suoi cinque poemi sinfonici, essendo gli altri The Water Goblin, The Noon Witch, The Golden Spinning Wheel e The Wild Dove (Opp. 107–110). È anche l'ultima istanza in cui scrisse musica puramente strumentale, visto che dopo il suo completamento si dedicò esclusivamente a opere vocali e liriche. Iniziò a comporre il pezzo il 4 agosto 1897, subito dopo aver revisionato il terzo atto della sua opera I giacobini. Il poema venne completato in tre mesi, durante i quali Dvořák risiedette nella sua residenza estiva di Příbram e passò alcuni giorni presso il castello del suo mecenate Josef Hlávka a Lužany. Il pezzo venne completato il 25 ottobre dello stesso anno, e pubblicato nel 1899 da Fritz Simrock a Berlino. Il poema sinfonico, per pura coincidenza, anticipò quello simile di Richard Strauss, Ein Heldenleben(La vita di un eroe), che venne composto un anno dopo. Infatti, Dvořák in un primo tempo intendeva dare al pezzo il titolo di  La vita di un eroe, titolo che gli aveva suggerito il suo allievo Vítězslav Novák.
La prima esecuzione venne data il 4 dicembre 1898 a Vienna, dalla Filarmonica di Vienna, diretta da Gustav Mahler, un amico e estimatore di Dvořák. Mahler scrisse a Dvořák prima dell'esecuzione, "Ho appena ricevuto il tuo secondo lavoro 'Canto d'eroe' e, come per [The Wild Dove], sono rimasto incantato." Dvořák che era presente alla prima, aveva pensato di dirigere l'opera con i Berliner Philharmoniker il 14 novembre 1899, ma annullò i suoi piani a causa di un improvviso esaurimento nervoso. Dvořák disse: "Ero così indisposto che ho dovuto lasciare Berlino con mia moglie senza nemmeno vedere Simrock." Il pezzo era stato eseguito il giorno precedente, diretto da Arthur Nikisch. Venne poi eseguito anche a Londra, Amburgo, Boston e Lipsia nei mesi di ottobre e novembre 1899. Dvořák poté finalmente dirigere personalmente il pezzo a Budapest nel dicembre dello stesso anno.

## Contenuto
Dvořák spesso adattò la musica popolare della Boemia alle sue composizioni, e i suoi quattro poemi sinfonici precedenti erano basati su poemi del poeta ceco Karel Jaromír Erben, specialmente sulla raccolta di ballate Kytice. Canto d'eroe ruppe questa tradizione di musica a programma nelle sue opere sinfoniche, poiché Dvořák non riferì di aver fatto uso di un testo specifico, e delineò approssimativamente la trama in una lettera successiva. La mancanza di un programma fisso è stata ipotizzata a causa della relativa trascuratezza rispetto agli altri lavori sinfonici di Dvořák. È stato anche detto che l'opera era da intendere autobiografica, un approccio inusuale per Dvořák. Questo fu l'unico poema sinfonico di Dvořák che seguì l'idealizzata visione del genere di Franz Liszt, visto che gli altri quattro precedenti lavori di Dvořák erano basati su una serie di soggetti non appropriati alla concezione di Liszt.
Canzone d'eroe è musicalmente strutturato come una sinfonia a quattro movimenti, iniziando con un allegro con fuoco, passando ad un lento poco adagio lacrimosa, inserendo poi uno scherzo e concludendo con una coda. Il pezzo è basato su un breve ed energico tema Si bemolle minore eseguito dalle viole, violoncelli e contrabbassi all'inizio del pezzo. 
Questo tema viene trattato in varie forme per tutta la prima sezione. Segue una sezione lenta, caratterizzata da musica tranquilla che simboleggia il dolore del protagonista. Essa include una marcia funebre, una forma musicale utilizzata da Dvořák in Requiem, Stabat Mater e Quintetto per pianoforte n. 2. L'eroe si riprende dal suo dolore, e lo stato d'animo della musica si illumina gradualmente e va in Si bemolle maggiore, che conduce al scherzo simil danza. Infine, il trionfo dell'eroe è rappresentato dalla coda vittoriosa. Il pezzo ha un tempo di esecuzione di circa 22 minuti.
Nonostante sia molto meno noto degli altri poemi sinfonici di Dvořák, Canto d'eroe è stato descritto come "un'effusione disinibita di energia gioiosa" e "musicalmente ricco come i suoi fratelli, scritti un anno prima", mentre la sua sezione Lacrimosa è "piena di tristezza e nostalgia." Il suo carattere è stato descritto come "una variante dello stile di  Beethoven", piccole influenze di Mahler si notano nella marcia funebre, e il finale è stato comparato alla musica patriottica di Edward Elgar.